# ياتومي (آيتشي)
ياتومي مدينة تقع ضمن محافظة آيتشي في اليابان، تأسست في 1 أبريل 2006، بلغ عدد تعداد سكانها في 1 سبتمبر 2009 حوالي 43431.

## وصلات خارجية
- الموقع الرسمي لياتومي